# Regione metropolitana della Germania centrale

Mappa delle regioni metropolitane della Germania

La regione metropolitana della Germania Centrale (in tedesco Metropolregion Mitteldeutschland) è una delle 11 regioni metropolitane della Germania.
Comprende 6 città extracircondariali, 6 circondari e un comune negli Stati federati di Sassonia, Sassonia-Anhalt e Turingia, essendo così totalmente localizzata nei territori della ex Repubblica Democratica Tedesca. Con una superficie di 55 000 km², al 2019 aveva una popolazione di 8,4 milioni di abitanti e un PIL di 255 milioni di euro.

## Storia
Nel 1997 venne formata la regione metropolitana del triangolo sassone (Metropolregion Sachsendreieck), basata sui tre poli sassoni di Dresda, Lipsia/Halle e Chemnitz/Zwickau, come settima delle undici regioni metropolitane tedesche dalla conferenza ministeriale per la pianificazione territoriale. Nel tempo, tuttavia, la regione arrivò a includere anche le città di Jena (in Turingia) e Magdeburgo (in Sassonia-Anhalt), che nel 2007 ricevettero rispettivamente diritti di voto nelle sedi della regione metropolitana e lo status di membro consultivo; le due città diventarono poi pienamente membri nel 2009. In tale anno si decise quindi di modificare il nome in regione metropolitana della Germania centrale, in linea con la nuova estensione territoriale.
Nel 2010 diventarono membri anche le città di Gera e Dessau-Roßlau, mentre nel marzo 2013 la città di Dresda decise di uscire dalla regione metropolitana, seguita nel mese di giugno da Magdeburgo. Attualmente sono membri della regione metropolitana, oltre a città e circondari, anche tre camere di industria e commercio e numerose imprese commerciali.

## Membri
Sono attualmente membri della regione metropolitana le città di Lipsia e Chemnitz, il circondario di Lipsia e il comune di Zwickau in Sassonia, le città di Dessau-Roßlau e Halle (Saale) e i circondari del Burgenland, di Mansfeld-Harz Meridionale, della Saale e di Wittenberg in Sassonia-Anhalt e le città di Gera e Jena e il circondario dell'Altenburger Land in Turingia.